# Experimento de Michelson y Morley

Esquema del experimento de Michelson y Morley:
[1] Fuente de luz
[2] y [4] Espejo divisor semiplateado
[3] y [3'] Espejos planos
[5] Ocular

El experimento de Michelson y Morley, uno de los más relevantes de la historia de la física, fue un intento de medir el movimiento de la Tierra en relación con el éter, un supuesto medio que se pensaba que impregnaba el espacio y que debería ser el portador de la luz. El experimento fue realizado entre abril y julio de 1887 por los físicos estadounidenses Albert Abraham Michelson (Premio Nobel de Física, 1907) y Edward Morley, en lo que hoy es la Universidad Case de la Reserva Occidental en Cleveland, Ohio, y se publicó en noviembre del mismo año. El resultado del experimento constituiría posteriormente la base experimental de la teoría de la relatividad especial de Einstein.
La experiencia comparaba la velocidad de la luz en dos direcciones perpendiculares entre sí, en un intento de detectar el movimiento relativo de la materia, incluido su laboratorio, a través del éter luminífero o "viento de éter", como a veces se le llamaba. El resultado fue negativo, ya que no encontraron ninguna diferencia significativa entre la velocidad de la luz en la dirección del movimiento a través del presunto éter y la velocidad en ángulo recto. Este resultado generalmente se considera la primera evidencia sólida contra las teorías sobre el éter, además de iniciar una línea de investigación que finalmente condujo a la teoría de la relatividad especial, que descarta el movimiento con respecto a un presunto éter. Sobre este experimento, Albert Einstein escribió: "Si el experimento de Michelson y Morley no nos hubiera puesto en una situación muy embarazosa, nadie habría considerado la teoría de la relatividad como una redención (a medio camino)".: 219 
Los experimentos del tipo del de Michelson y Morley se han repetido muchas veces con una sensibilidad cada vez mayor, e incluyen ensayos realizados entre 1902 y 1905, así como una serie de pruebas desarrolladas en la década de 1920. Más recientemente, en 2009, los experimentos realizados con una cavidad óptica confirmaron la ausencia de viento de éter con una precisión de 10−17. Junto con los ensayos de Ives-Stilwell y de Kennedy-Thorndike, los experimentos del tipo del de Michelson y Morley forman una de las pruebas de la relatividad especial fundamentales.

## Intentos de detectar el éter
Las teorías físicas del siglo XIX suponían que, así como las ondas que se mueven en la superficie del agua deben tener una sustancia de soporte, es decir, un "medio" para poder desplazarse (en este caso, el agua), y así como el sonido audible requiere un medio para transmitir sus movimientos ondulatorios (como el aire o el agua), la luz también debería requerir un medio material, el "éter", para poder transmitir sus movimientos ondulatorios. Como la luz puede viajar a través del vacío, se suponía que incluso el vacío debía estar lleno de éter. Debido a que la velocidad de la luz es tan grande, y teniendo en cuenta que los cuerpos materiales pasaban a través del "éter" sin fricción o arrastre evidentes, se supuso que tenía una combinación de propiedades muy inusual. Diseñar experimentos para investigar estas propiedades se convirtió en una alta prioridad de la física del siglo XIX.: 411ff 
La Tierra orbita alrededor del Sol a una velocidad de alrededor de 30 km/s o 108.000 km/h. Teniendo en cuenta este movimiento, se consideraron dos posibilidades principales: (1) El éter es estacionario y solo es parcialmente arrastrado por la Tierra (hipótesis propuesta por Augustin Fresnel en 1818), o (2) El éter es completamente arrastrado por la Tierra y comparte así su movimiento con el de la superficie terrestre (hipótesis propuesta por George Gabriel Stokes en 1844). Además, James Clerk Maxwell (1865) reconoció la naturaleza electromagnética de la luz y desarrolló lo que ahora se llaman ecuaciones de Maxwell, pero todavía se interpretaba que estas ecuaciones describían el movimiento de las ondas a través de un "éter", cuyo estado de movimiento se desconocía. Finalmente, se prefirió la idea de Fresnel de un éter (casi) estacionario porque parecía estar confirmada por el experimento de Fizeau (1851) y por el fenómeno de la aberración de la luz de las estrellas.

Una descripción del concepto de "éter"

Según las hipótesis del éter estacionario y parcialmente arrastrado, la Tierra y el éter están en movimiento relativo, lo que implica que debería existir el llamado "viento de éter" (Fig. 2). Aunque en teoría sería posible que el movimiento de la Tierra igualara al del éter en un momento dado, no era posible que la Tierra permaneciera en reposo con respecto al éter en todo momento, debido a la variación tanto de la dirección como de la velocidad del movimiento. En cualquier punto dado de la superficie de la Tierra, la magnitud y dirección del viento variarían con la hora del día y la estación. Al analizar la velocidad de retorno de la luz en diferentes direcciones y en distintos momentos, se pensó que era posible medir el movimiento de la Tierra en relación con el éter. La diferencia relativa esperada en la velocidad de la luz medida era bastante pequeña, dado que la velocidad de la Tierra en su órbita alrededor del Sol tiene una magnitud de aproximadamente una centésima del uno por ciento de la velocidad de la luz.: 417ff 
A mediados del siglo XIX, las mediciones de los efectos del viento de éter de primer orden, es decir, efectos proporcionales a v/c (siendo v la velocidad de la Tierra y c la velocidad de luz) se pensaba que eran viables, pero en aquella época no fue posible medir directamente la velocidad de la luz con la precisión requerida. Por ejemplo, el experimento de Fizeau y Foucault podía medir la velocidad de la luz con una precisión de quizás el 5%, lo que no era adecuado para medir directamente un cambio de primer orden, de aproximadamente 0,01% en la velocidad de la luz. Por lo tanto, varios físicos intentaron realizar mediciones de efectos indirectos de primer orden, no de la velocidad de la luz en sí, sino de variaciones en la velocidad de la luz (véase experimentos de arrastre del éter de primer orden). El experimento de Hoek, por ejemplo, estaba destinado a detectar interferométricamente cambios marginales debidos a las diferencias de velocidad de ondas de luz al propagarse en sentidos opuestos a través del agua en reposo. Los resultados de tales experimentos fueron todos negativos. Esto podría explicarse mediante el uso del coeficiente de arrastre de Fresnel, según el cual el éter, y por lo tanto la luz, son parcialmente arrastrados por la materia en movimiento. El arrastre parcial del éter frustraría los intentos de medir cualquier cambio de primer orden en la velocidad de la luz. Como señaló Maxwell (1878), solo con instrumental capaz de medir efectos de segundo orden se tendría alguna esperanza de detectar la deriva del éter, es decir, efectos proporcionales a v2/c2. Sin embargo, los equipos de experimentación existentes por entonces no eran lo suficientemente sensibles como para medir efectos de una magnitud tan reducida.

## Experimentos de 1881 y 1887

### Experimento de Michelson (1881)
- Wikisource en inglés contiene una copia de The Relative Motion of the Earth and the Luminiferous Ether (1881).

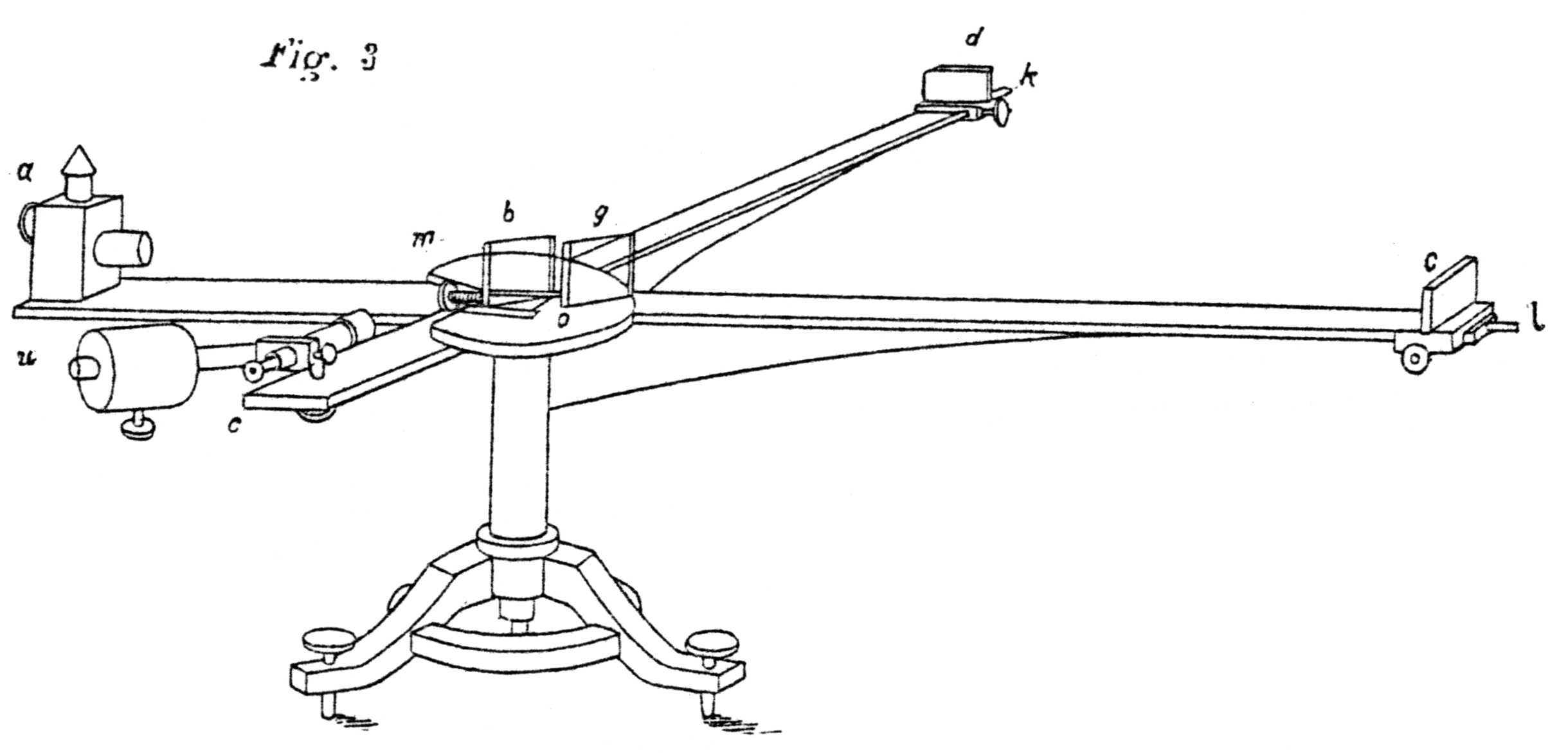
Interferómetro de Michelson de 1881. Aunque en última instancia resultó incapaz de distinguir entre diferentes teorías del arrastre del éter, su construcción proporcionó lecciones importantes para el diseño del instrumento de 1887 de Michelson y Morley.

Michelson tenía una solución al problema de cómo construir un dispositivo lo suficientemente preciso para detectar el arrastre del éter. En 1877, mientras enseñaba en su alma mater, la Academia Naval de los Estados Unidos en Annapolis, realizó sus primeros experimentos conocidos sobre la velocidad de la luz como parte de una demostración en el aula. En 1881, dejó el servicio activo en la marina de los Estados Unidos mientras estaba en Alemania concluyendo sus estudios. Ese año, utilizó un prototipo de dispositivo experimental para realizar varias mediciones más.
El dispositivo que diseñó, más tarde conocido como interferómetro de Michelson, enviaba luz amarilla desde una llama de sodio (para las operaciones de alineación), o emitía luz blanca (para las observaciones reales), a través de un espejo semiplateado que se usaba para dividir el haz de luz en dos rayos que viajaban en ángulo recto uno respecto al otro. Después de salir del espejo divisor, los rayos viajaban hasta los extremos de dos largos brazos, donde se reflejaban hacia el centro mediante pequeños espejos. Por último, se recombinaban en el lado opuesto del divisor en un ocular, produciendo un patrón de interferencia constructivo y destructivo, cuyo desplazamiento transversal dependería del tiempo relativo que tarda la luz en transitar los brazos longitudinales frente a los transversales. Si la Tierra estaba viajando a través del éter, un rayo de luz que viajara paralelo al flujo de ese éter tardaría más en reflejarse hacia adelante y hacia atrás que un rayo que viaja perpendicular al éter, porque el aumento en el tiempo transcurrido al viajar contra el viento del éter sería mayor que el tiempo ahorrado al viajar a favor del viento del éter. Michelson esperaba que el movimiento de la Tierra produjera un cambio marginal igual a 0,04 franjas, es decir, un desplazamiento de la separación entre áreas de la misma intensidad. Sin embargo, no observó el cambio esperado, y la mayor desviación media que midió (en dirección noroeste) fue de solo 0,018 franjas, y la mayoría de sus medidas eran mucho menores. Su conclusión fue que la hipótesis de Fresnel de un éter estacionario con arrastre parcial del éter tendría que ser rechazada y, por lo tanto, confirmó la hipótesis de Stokes de un arrastre total del éter.
Sin embargo, Alfred Potier (y más tarde Hendrik Antoon Lorentz) le señalaron a Michelson que había cometido un error de cálculo y que el desplazamiento marginal esperado debería haber sido de solo 0,02 franjas. El aparato de Michelson estaba sujeto a errores experimentales demasiado grandes para decir algo concluyente sobre el viento de éter. La medición definitiva del viento de éter requeriría realizar un experimento con mayor precisión y mejores controles que el original. Sin embargo, el prototipo logró demostrar que el método básico era viable.

### Experimento de Michelson y Morley (1887)
- Wikisource en inglés contiene una copia de On the Relative Motion of the Earth and the Luminiferous Ether (1887).

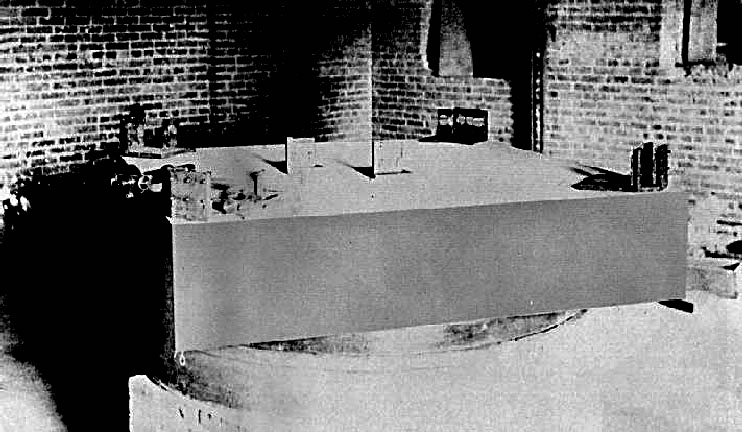
Instalación interferométrica de Michelson y Morley, montada sobre una losa de piedra que flotaba en un canal anular de mercurio

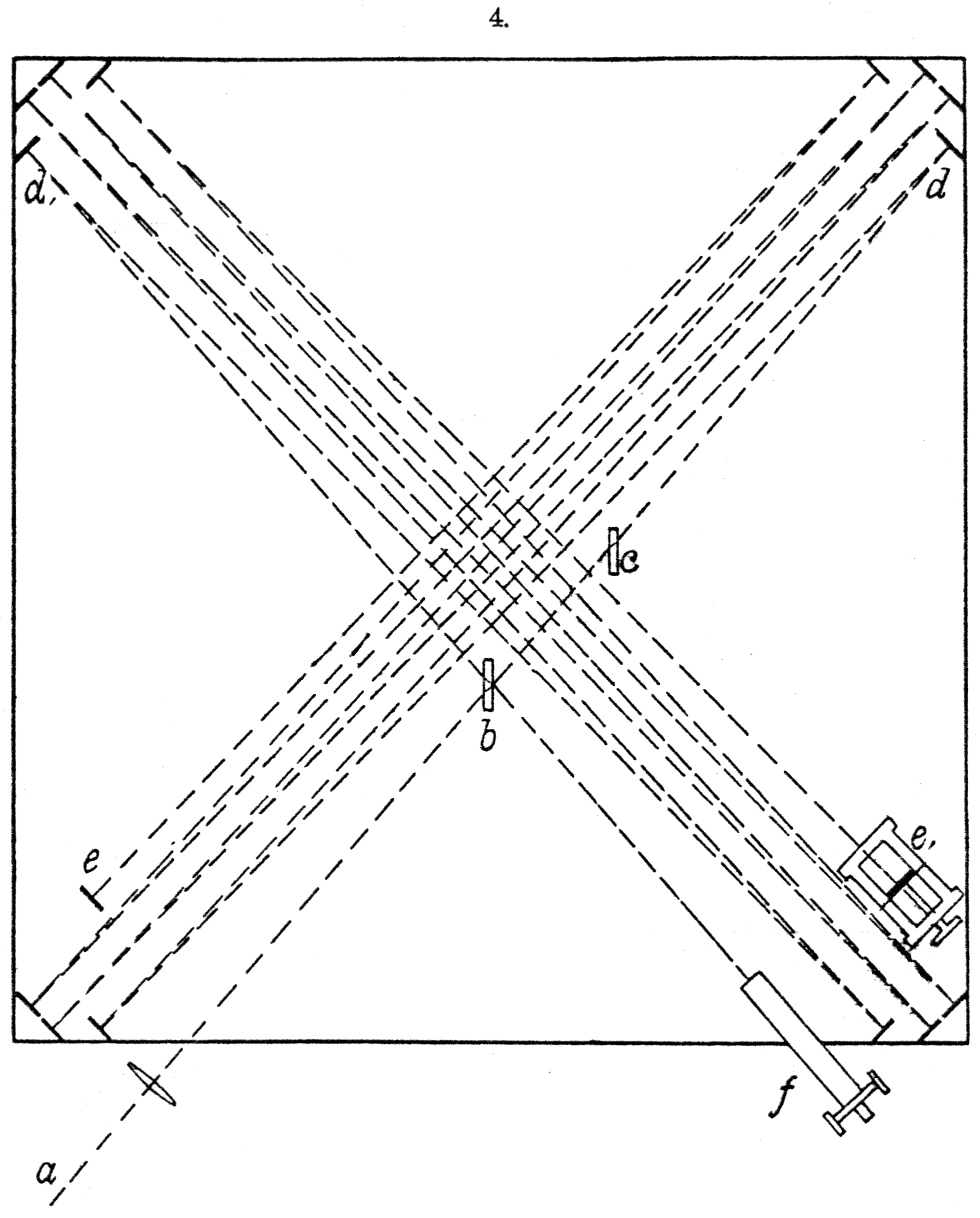
Este diagrama ilustra el camino de la luz desplegado en el interferómetro de Michelson y Morley, con un recorrido de 11 m de longitud. a es la fuente de luz, una lámpara. b es un espejo semiplateado. c es una placa de compensación para que tanto el haz reflejado como el transmitido viajen a través de la misma cantidad de vidrio (una cuestión importante, ya que los experimentos se realizaron con luz blanca, que tiene un longitud de coherencia extremadamente corta, lo que requiere una coincidencia precisa de las longitudes de la trayectoria óptica para que las franjas de interferencia sean visibles. La luz de sodio monocromática se usó solo para la alineación inicial. d, d y e son espejos. e es un espejo de ajuste fino, y f es un ocular

En 1885, Michelson comenzó una colaboración con Edward Morley, invirtiendo mucho tiempo y dinero para confirmar con mayor precisión el experimento de Fizeau de 1851 sobre el coeficiente de resistencia de Fresnel, mejorar el experimento de Michelson de 1881, y establecer la longitud de onda de la luz como estándar de longitud. En ese momento, Michelson era profesor de física en la Escuela de Ciencias Aplicadas Case, y Morley era profesor de química en la Universidad de la Reserva Occidental (WRU), que compartía campus con la Escuela Case en el extremo este de Cleveland. Michelson sufrió una crisis de salud mental en septiembre de 1885, de la que se recuperó en octubre de 1885. Morley atribuyó este colapso al intenso trabajo de su colega durante la preparación de los experimentos. En 1886, Michelson y Morley confirmaron con éxito el coeficiente de arrastre de Fresnel, lo que también se consideró como una confirmación del concepto del éter estacionario, y fortaleció sus esperanzas de encontrar el viento de éter.
Poco después, Michelson y Morley crearon una versión mejorada del experimento de Michelson, con una precisión más que suficiente para detectar este efecto hipotético. El experimento se realizó en varios períodos de observaciones concentradas entre abril y julio de 1887, en el sótano del dormitorio Adelbert del WRU (más tarde rebautizado como Pierce Hall, que sería demolido en 1962).

Interferómetro de Michelson:
A - Fuente de luz monocromática
B - Espejo semirreflectante
C - Espejos
D - Diferencia de recorrido

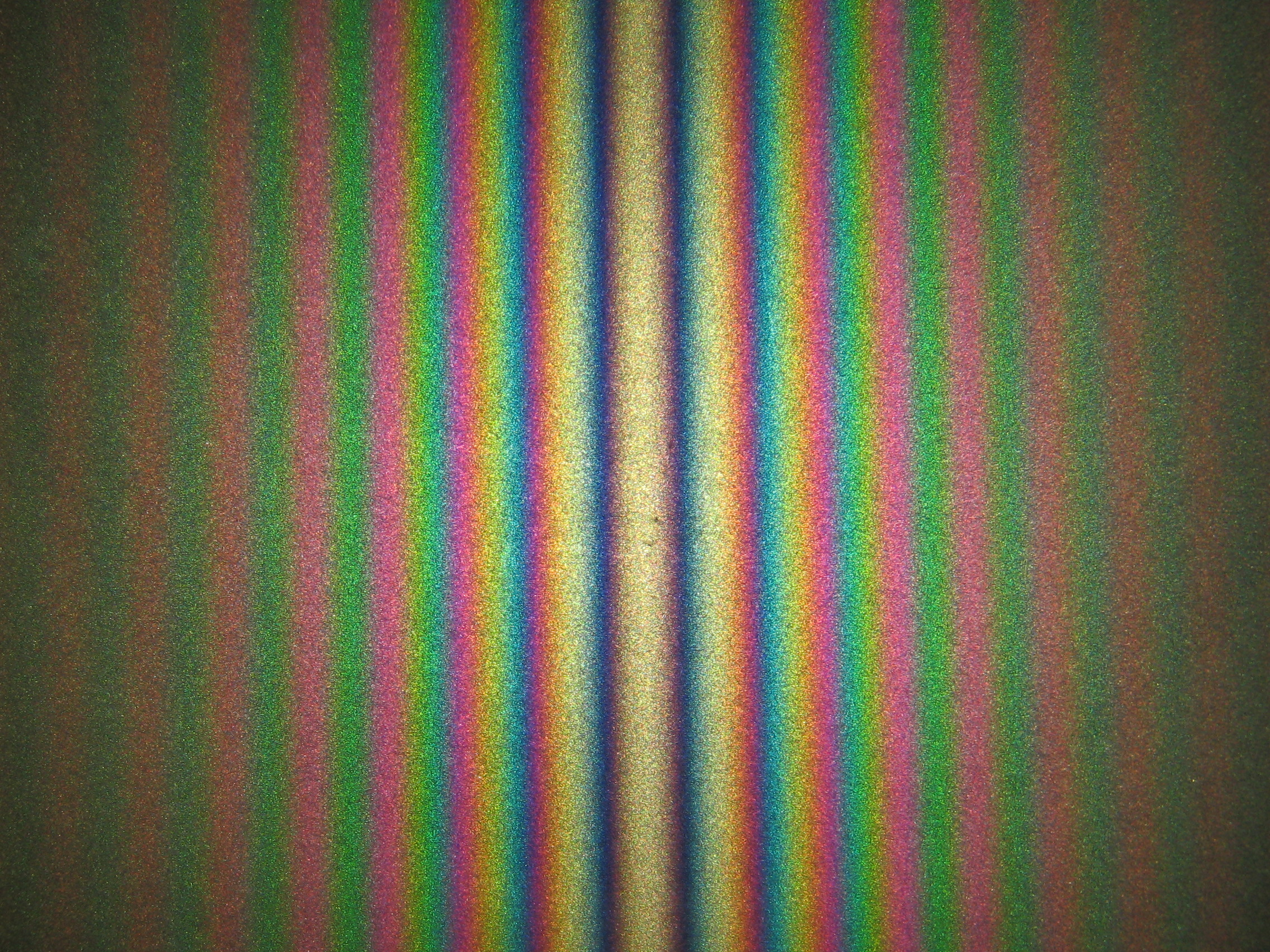
Patrón de franjas producido con un interferómetro de Michelson usando luz blanca. Tal como está configurado aquí, la franja central es blanca en lugar de negra

El instrumento utilizado, un interferómetro, se compone de un espejo semiplateado que divide un haz de luz blanca en dos rayos que viajan en un determinado ángulo el uno con respecto al otro, con lo que se logra enviar simultáneamente los dos rayos de luz procedentes de la misma fuente en direcciones perpendiculares, hacerlos recorrer distancias iguales (o caminos ópticos iguales) y recogerlos en un punto común, en donde se crea un patrón de interferencia que depende de la velocidad de la luz en los dos brazos del interferómetro. Cualquier diferencia en esta velocidad (provocada por la diferente dirección de movimiento de la luz con respecto al movimiento del éter) sería detectada. 
La distancia entre los espejos y el semiespejo tiene una longitud "L", y en consecuencia, el "Recorrido 1" es igual al "Recorrido 2". 
Como se muestra en el diagrama de la derecha, la luz se refleja repetidamente hacia adelante y hacia atrás en los brazos del interferómetro, aumentando la longitud del recorrido a 11 m. Con esta longitud, la deriva sería de aproximadamente 0,4 franjas. Para que fuera fácilmente detectable, el aparato se montó en una habitación cerrada en el sótano del dormitorio construido con sólidas paredes de piedra, eliminando la mayoría de los efectos térmicos y vibratorios. Los problemas de vibración se redujeron aún más construyendo el aparato encima de un gran bloque de arenisca cuadrado (Fig. 1), de aproximadamente 1 pie (30,5 cm) de espesor y 5 pies (152,4 cm) de lado, que se hizo flotar en una cubeta circular de mercurio. Estimaron que serían detectables efectos de aproximadamente 0,01 franjas.
Michelson y Morley y otros primeros experimentadores que utilizaron técnicas interferométricas en un intento de medir las propiedades del éter luminífero, utilizaron luz (parcialmente) monocromática solo para configurar inicialmente su equipo, cambiando siempre a luz blanca para las mediciones reales. La razón es que las mediciones se registraron visualmente. Una luz puramente monocromática daría como resultado un patrón de franjas uniforme. Al carecer de los medios modernos de control de temperatura ambiental, los experimentadores debieron enfrentarse con desviaciones continuas incluso cuando el interferómetro estaba instalado en un sótano. Debido a que las franjas ocasionalmente desaparecían debido a las vibraciones causadas por el tráfico de caballos, tormentas distantes y otros fenómenos que generaban vibraciones, un observador podría "perderse" fácilmente cuando las franjas volvieran a ser visibles. Las ventajas de la luz blanca, que producía un patrón de franjas de colores distintivos, superaron con creces las dificultades de alinear el aparato debido a su baja longitud de coherencia. Como escribió Dayton C. Miller, "Se eligieron franjas de luz blanca para las observaciones porque consisten en un pequeño grupo de franjas que tienen una franja negra central claramente definida que forma una marca de referencia cero permanente para todas las lecturas". El uso de luz parcialmente monocromática (luz amarilla de sodio) durante la alineación inicial permitió a los investigadores localizar la posición de igual longitud de recorrido, más o menos fácilmente, antes de cambiar a la luz blanca.
La cubeta de mercurio permitía que el dispositivo girara con una fricción casi nula, de modo que una vez que se le había dado un solo impulso al bloque de arenisca, este giraba lentamente a través de todo el rango de ángulos posibles hacia el "viento de éter", mientras que las mediciones se observaban continuamente mirando a través del ocular. La hipótesis de la deriva del éter implica que debido a que uno de los brazos inevitablemente giraría en la dirección del viento al mismo tiempo que otro brazo giraba perpendicularmente al viento, el efecto debería ser perceptible incluso en un período de minutos.
La expectativa era que el efecto se pudiera representar gráficamente como una onda sinusoidal, con dos picos y dos valles generados por la rotación del dispositivo. Este resultado podría haberse esperado porque durante cada rotación completa, cada brazo estaría paralelo al viento dos veces (mirando hacia el viento y en sentido contrario del mismo, dando lecturas idénticas) y perpendicular al viento dos veces. Además, debido a la rotación de la Tierra, se esperaría que el viento mostrara cambios periódicos en dirección y magnitud durante el transcurso de un tiempo sidéreo.
Además, debido al movimiento de la Tierra alrededor del Sol, también se esperaba que los datos medidos mostraran variaciones anuales.

### El experimento "fallido" más famoso

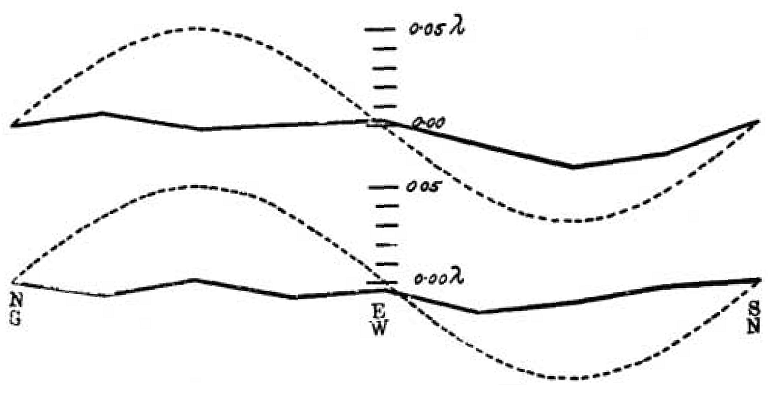
Resultados de Michelson y Morley. La línea continua superior es la curva de sus observaciones al mediodía y la línea continua inferior es la de sus observaciones nocturnas. Téngase en cuenta que las curvas teóricas y las curvas observadas no se trazan a la misma escala: las curvas punteadas, de hecho, representan sólo una octava parte de los desplazamientos teóricos

Después de todo este análisis teórico y preparación, el ensayo se convirtió en lo que se ha llamado "el experimento fallido más famoso de la historia". En lugar de proporcionar información sobre las propiedades del éter, el artículo de Michelson y Morley en el American Journal of Science informó que la medición era tan pequeña como una cuadragésima parte del desplazamiento esperado (Fig. 7), pero "dado que el desplazamiento es proporcional al cuadrado de la velocidad", concluyeron que la velocidad medida era "probablemente menos de un sexto" de la velocidad esperada del movimiento de la Tierra en órbita y "ciertamente menos de un cuarto". Aunque se midió esta pequeña "velocidad", se consideró demasiado pequeña para usarse como evidencia de una velocidad relativa al éter, y se entendió que estaba dentro del rango de un error experimental que permitiría que la velocidad fuera realmente cero. Por ejemplo, Michelson escribió sobre el "resultado decididamente negativo" en una carta a Lord Rayleigh en agosto de 1887:

Se han completado los experimentos sobre el movimiento relativo de la Tierra y el éter, y el resultado es claramente negativo. La desviación esperada de las franjas de interferencia con respecto al cero debería haber sido de 0,40 franjas (el desplazamiento máximo fue de 0,02 y el promedio mucho menor que 0,01) y además, no en el lugar correcto. Como el desplazamiento es proporcional a los cuadrados de las velocidades relativas, se deduce que si el éter se desliza, la velocidad relativa es menos de una sexta parte de la velocidad de la Tierra.
Albert Abraham Michelson, 1887

Desde el punto de vista de los modelos del éter entonces vigentes, los resultados experimentales fueron contradictorios. El experimento de Fizeau y su repetición de 1886 por Michelson y Morley aparentemente confirmaron el éter estacionario con arrastre parcial, y refutaron el arrastre total del éter. Por otro lado, el experimento mucho más preciso de Michelson y Morley (1887) aparentemente confirmó el arrastre total del éter y refutó el éter estacionario. Además, el resultado nulo de Michelson-Morley fue corroborado por los resultados nulos de otros experimentos de segundo orden de diferente tipo, a saber, el experimento de Trouton y Noble (1903) y los experimentos de Rayleigh y Brace (1902-1904). Estos problemas y su solución llevaron al desarrollo de la transformación de Lorentz y de la teoría de la relatividad especial.
Después del experimento "fallido", Michelson y Morley cesaron sus mediciones de la deriva del éter y comenzaron a utilizar su técnica recién desarrollada para establecer la longitud de onda de la luz como medida estándar.

## Análisis de la trayectoria de la luz y sus consecuencias

### Observador en reposo con respecto al éter

Diferencia de fase esperada entre la luz que viaja por los brazos longitudinales y transversales del aparato de Michelson y Morley

El tiempo de viaje del haz en la dirección longitudinal se puede deducir de la siguiente manera: La luz se envía desde la fuente y se propaga con la velocidad de la luz {\textstyle c} en el éter. Pasa a través del espejo semiplateado en el origen en {\textstyle T=0}. El espejo reflectante se encuentra en ese momento a la distancia {\textstyle L} (la longitud del brazo del interferómetro) y se mueve con velocidad {\textstyle v}. El rayo incide en el espejo en el momento {\textstyle T_{1}} y, por lo tanto, recorre la distancia {\textstyle cT_{1}}. En este momento, el espejo ha recorrido la distancia {\textstyle vT_{1}}. Por lo tanto, {\textstyle cT_{1}=L+vT_{1}} y en consecuencia, el tiempo de viaje es {\textstyle T_{1}=L/(c-v)}. La misma consideración se aplica al viaje de regreso, con el signo de {\textstyle v} invertido, dando como resultado {\textstyle cT_{2}=L-vT_{2}} y {\textstyle T_{2}=L/(c+v)}. El tiempo total del recorrido {\textstyle T_{\ell }=T_{1}+T_{2}} es:
{\displaystyle T_{\ell }={\frac {L}{c-v}}+{\frac {L}{c+v}}={\frac {2L}{c}}{\frac {1}{1-{\frac {v^{2}}{c^{2}}}}}\approx {\frac {2L}{c}}\left(1+{\frac {v^{2}}{c^{2}}}\right)}
Michelson obtuvo esta expresión correctamente en 1881, aunque en la dirección transversal obtuvo la siguiente expresión incorrecta:
{\displaystyle T_{t}={\frac {2L}{c}},}
porque pasó por alto el aumento en la longitud del camino en el marco de reposo del éter. Esto fue corregido por Alfred Potier (1882) y Hendrik Antoon Lorentz (1886). La deducción en la dirección transversal se puede dar de la siguiente manera (análoga al cálculo de la dilatación del tiempo usando un reloj de luz): el haz se propaga a la velocidad de la luz {\textstyle c} e incide en el espejo en el momento {\textstyle T_{3}}, recorriendo la distancia {\textstyle cT_{3}}. Al mismo tiempo, el espejo ha recorrido la distancia {\textstyle vT_{3}} en la dirección x. Entonces, para incidir en el espejo, la trayectoria del haz es {\textstyle L} en la dirección y (suponiendo brazos de igual longitud) y {\textstyle vT_{3}} en la dirección x. Este recorrido inclinado se deriva de la transformación del sistema de referencia en reposo del interferómetro al sistema en reposo del éter. Por lo tanto, el teorema de Pitágoras proporciona la distancia real de recorrido del haz de {\textstyle {\sqrt {L^{2}+\left(vT_{3}\right)^{2}}}}. Por lo tanto, {\textstyle cT_{3}={\sqrt {L^{2}+\left(vT_{3}\right)^{2}}}} y consecuentemente el tiempo de viaje {\textstyle T_{3}=L/{\sqrt {c^{2}-v^{2}}}}, que es el mismo para el viaje de ida y vuelta. El tiempo total de viaje {\textstyle T_{t}=2T_{3}} es:
{\displaystyle T_{t}={\frac {2L}{\sqrt {c^{2}-v^{2}}}}={\frac {2L}{c}}{\frac {1}{\sqrt {1-{\frac {v^{2}}{c^{2}}}}}}\approx {\frac {2L}{c}}\left(1+{\frac {v^{2}}{2c^{2}}}\right)}
La diferencia entre {\displaystyle T_{\ell }} y {\displaystyle T_{t}} está dada por
{\displaystyle T_{\ell }-T_{t}={\frac {2L}{c}}\left({\frac {1}{1-{\frac {v^{2}}{c^{2}}}}}-{\frac {1}{\sqrt {1-{\frac {v^{2}}{c^{2}}}}}}\right)}
Para encontrar la diferencia de los recorridos, simplemente basta con multiplicar por {\displaystyle c}:
{\displaystyle \Delta {\lambda }_{1}=2L\left({\frac {1}{1-{\frac {v^{2}}{c^{2}}}}}-{\frac {1}{\sqrt {1-{\frac {v^{2}}{c^{2}}}}}}\right)}
La diferencia de la longitud de las trayectorias se denota por {\displaystyle \Delta \lambda } porque los haces están desfasados en un cierto número de longitudes de onda ({\displaystyle \lambda }). Para visualizar este supuesto, considérese tomar las dos trayectorias del haz en el plano longitudinal y transversal y colocarlas rectas (se muestra una animación de esto en el minuto 11:00, del episodio 41 de la serie El universo mecánico). Un camino será más largo que el otro, esta distancia es {\displaystyle \Delta \lambda }. Alternativamente, considérese la reordenación de la fórmula de la velocidad de la luz {\displaystyle c{\Delta }T=\Delta \lambda }.
Si la relación {\displaystyle {v^{2}}/{c^{2}}<<1} es verdadera (si la velocidad del éter es pequeña en relación con la velocidad de la luz), entonces la expresión se puede simplificar usando una expansión binomial de primer orden;
{\displaystyle (1-x)^{n}\approx {1-nx}}
Entonces, reescribiendo lo anterior en términos de potencias:
{\displaystyle \Delta {\lambda }_{1}=2L\left(\left({1-{\frac {v^{2}}{c^{2}}}}\right)^{-1}-\left(1-{\frac {v^{2}}{c^{2}}}\right)^{-1/2}\right)}
Aplicando la simplificación binomial se tiene que:
{\displaystyle \Delta {\lambda }_{1}=2L\left((1+{\frac {v^{2}}{c^{2}}})-(1+{\frac {v^{2}}{2c^{2}}})\right)={2L}{\frac {v^{2}}{2c^{2}}}}
y por lo tanto:
{\displaystyle \Delta {\lambda }_{1}={L}{\frac {v^{2}}{c^{2}}}}
De esta deducción se puede ver que el viento de éter se debería manifestar como una diferencia en la longitud de las trayectorias. La diferencia entre las trayectorias es cero solo cuando el interferómetro está alineado o perpendicular al viento de éter, y alcanza un máximo cuando está en un ángulo de 45°. La diferencia de trayectorias podría ser cualquier fracción de la longitud de onda, dependiendo del ángulo y de la velocidad del viento de éter.
Para demostrar la existencia del éter, Michelson y Morley intentaron medir el desplazamiento marginal de las franjas de una imagen interferométrica. La idea era simple: las franjas del patrón de interferencia deberían desplazarse al girar el aparato 90°, ya que los dos haces habrían intercambiado sus trayectorias. Para encontrar el desplazamiento marginal, se debía restar la diferencia de trayectorias en la primera orientación de la diferencia de trayectorias en la segunda, y luego dividirla por la longitud de onda {\displaystyle \lambda } de la luz;
{\displaystyle n={\frac {\Delta \lambda _{1}-\Delta \lambda _{2}}{\lambda }}\approx {\frac {2Lv^{2}}{\lambda c^{2}}}.}
Téngase en cuenta la diferencia entre {\displaystyle \Delta \lambda }, que es una cantidad determinada de longitudes de onda, y {\displaystyle \lambda }, que es una única longitud de onda. Como puede verse en esta relación, el desplazamiento marginal n es una cantidad sin unidades.
Dado que L ≈ 11 metros y λ ≈ 500 nanómetros, el cambio marginal esperado era n ≈ 0,44. El resultado negativo llevó a Michelson a la conclusión de que no existe un arrastre del éter medible. Sin embargo, nunca aceptó personalmente este hecho y el resultado negativo lo persiguió por el resto de su vida.

### Observador en movimiento con el interferómetro
Si la misma situación se describe desde el punto de vista de un observador que se mueve junto con el interferómetro, entonces el efecto del viento de éter es similar al efecto experimentado por un nadador que intenta moverse con una velocidad {\textstyle c} contra un río que fluye con una velocidad {\textstyle v}.
En la dirección longitudinal, el nadador primero se mueve río arriba, por lo que su velocidad disminuye debido al flujo del río, alcanzando el valor {\textstyle c-v}. En su camino de regreso río abajo, su velocidad aumenta a {\textstyle c+v}. Esto da los tiempos de viaje del haz {\textstyle T_{1}} y {\textstyle T_{2}} como se mencionó anteriormente.
En la dirección transversal, el nadador debe compensar el arrastre del río moviéndose en un cierto ángulo en contra de la dirección del flujo, para mantener su dirección transversal exacta del movimiento y llegar al otro lado del río en el lugar correcto. Esto disminuye su velocidad hasta {\textstyle {\sqrt {c^{2}-v^{2}}}} y le da al haz un tiempo de viaje de {\textstyle T_{3}} como se mencionó anteriormente.

### Reflejo en el espejo divisor
El análisis clásico predijo un cambio de fase relativo entre los haces longitudinales y transversales, que en el aparato de Michelson y Morley debería haber sido fácilmente medible. Lo que no se suele apreciar (ya que no había medios para medirlo) es que el movimiento a través del hipotético éter también debería haber causado que los dos rayos divergieran cuando salieran del interferómetro en aproximadamente 10−8 radianes.
Para un aparato en movimiento, el análisis clásico requiere que el espejo divisor del haz esté ligeramente desplazado exactamente 45° para que los haces longitudinales y transversales salgan del aparato exactamente superpuestos. En el análisis relativista, la contracción de Lorentz del espejo divisor del haz en la dirección del movimiento hace que se vuelva más perpendicular precisamente en la cantidad necesaria para compensar la discrepancia de ángulo de los dos haces.

### Contracción de longitud y transformación de Lorentz
Un primer paso para explicar el resultado nulo del experimento de Michelson y Morley se encontró en la hipótesis de la contracción de FitzGerald-Lorentz, que pasaría a ser conocida simplemente como contracción de longitud o contracción de Lorentz, propuesta por primera vez por George FitzGerald (1889) en una carta a la misma revista que publicó el artículo de Michelson-Morley, como "casi la única hipótesis que puede conciliar" las aparentes contradicciones. Esta posibilidad también fue propuesta de forma independiente por Hendrik Antoon Lorentz (1892). Según esta ley, todos los objetos se contraen físicamente mediante {\textstyle L/\gamma } en la línea de movimiento (originalmente se pensó que era respecto al éter), siendo {\textstyle \gamma =1/{\sqrt {1-v^{2}/c^{2}}}} el factor de Lorentz. Esta hipótesis fue motivada en parte por el descubrimiento de Oliver Heaviside en 1888 de que los campos electrostáticos se contraen en la línea del movimiento. Pero como en aquella época no había ninguna razón para suponer que las fuerzas vinculantes en la materia fueran de origen eléctrico, la contracción longitudinal de la materia en movimiento con respecto al éter se consideró una hipótesis ad hoc.
Si se inserta la contracción de longitud de {\textstyle L} en la fórmula anterior para {\textstyle T_{\ell }}, entonces el tiempo de propagación de la luz en la dirección longitudinal se vuelve igual al de la dirección transversal:
{\displaystyle T_{\ell }={\frac {2L{\sqrt {1-{\frac {v^{2}}{c^{2}}}}}}{c}}{\frac {1}{1-{\frac {v^{2}}{c^{2}}}}}={\frac {2L}{c}}{\frac {1}{\sqrt {1-{\frac {v^{2}}{c^{2}}}}}}=T_{t}}
Sin embargo, la contracción de la longitud es solo un caso especial de la relación más general, según la cual la longitud transversal es mayor que la distancia longitudinal en la relación {\textstyle \gamma }. Esto se puede lograr de muchas maneras. Si {\textstyle L_{1}} es la distancia longitudinal en movimiento y {\textstyle L_{2}} la distancia transversal en movimiento, siendo {\textstyle L'_{1}=L'_{2}} las longitudes en reposo, entonces se tiene que:
{\displaystyle {\frac {L_{2}}{L_{1}}}={\frac {L'_{2}}{\varphi }}\left/{\frac {L'_{1}}{\gamma \varphi }}\right.=\gamma .}
{\textstyle \varphi } se puede elegir arbitrariamente, por lo que hay infinitas combinaciones para explicar el resultado nulo de Michelson-Morley. Por ejemplo, si {\textstyle \varphi =1} se produce el valor relativista de la contracción de longitud de {\textstyle L_{1}}, pero si {\textstyle \varphi =1/\gamma } entonces no hay contracción de longitud sino que se produce un alargamiento de {\textstyle L_{2}}. Esta hipótesis fue ampliada posteriormente por Joseph Larmor (1897), Lorentz (1904) y Henri Poincaré (1905), quienes desarrollaron la transformación de Lorentz completa, incluida la dilatación del tiempo, para explicar el experimento de Trouton y Noble, los experimentos de Rayleigh y Brace y los experimentos de Kaufmann. Tiene la forma:
{\displaystyle x'=\gamma \varphi (x-vt),\ y'=\varphi y,\ z'=\varphi z,\ t'=\gamma \varphi \left(t-{\frac {vx}{c^{2}}}\right)}
Quedaba por definir el valor de {\textstyle \varphi }, que Lorentz (1904) demostró que era la unidad. En general, Poincaré (1905) demostró que solo {\textstyle \varphi =1} permite que esta transformación forme un grupo, por lo que es la única opción compatible con el principio de relatividad, "es decir", haciendo que el éter estacionario sea indetectable. Dado este principio, la contracción de la longitud y la dilatación del tiempo reciben sus valores relativistas exactos.

### Relatividad especial
Albert Einstein formuló la teoría de la relatividad especial en 1905, deduciendo la transformación de Lorentz y, por tanto, la contracción de la longitud y la dilatación del tiempo del postulado de la relatividad y la constancia de la velocidad de la luz, eliminando así el carácter "ad hoc" de la hipótesis de la contracción. Einstein enfatizó el fundamento cinemático de la teoría y la modificación de la noción de espacio y tiempo, dejando el éter estacionario sin jugar ningún papel en su teoría. También destacó el carácter grupal de la transformación. Einstein se inspiró en los principios del electromagnetismo (en la forma dada por Lorentz en 1895) y en la falta de evidencia de la existencia del éter.
El conjunto de las ecuaciones de Einstein permitía dar una explicación más elegante e intuitiva del resultado nulo de Michelson y Morley. En un sistema que se moviera con el éter el resultado nulo es evidente, ya que el aparato se puede considerar en reposo según el principio de la relatividad, por lo que los tiempos de recorrido de los rayos de luz son los mismos. En un sistema de referencia con respecto al cual el aparato se mueve, se aplica el mismo razonamiento descrito anteriormente en el apartado sobre la "Contracción de longitud y la transformación de Lorentz", excepto en que la palabra "éter" debe reemplazarse por "marco inercial inmóvil". Einstein escribió en 1916:

Aunque la diferencia estimada entre estos dos tiempos es extremadamente pequeña, Michelson y Morley realizaron un experimento mediante interferometría en el que esta diferencia debería haber sido claramente detectable. Pero el experimento dio un resultado negativo, un hecho que dejó perplejos a los físicos. Lorentz y FitzGerald rescataron la teoría de esta dificultad asumiendo que el movimiento del cuerpo en relación con el éter produce una contracción del cuerpo en la dirección del movimiento, siendo la cantidad de contracción suficiente para compensar la diferencia de tiempo mencionada anteriormente. La comparación con la discusión de la Sección 11 muestra que también desde el punto de vista de la teoría de la relatividad esta solución de la dificultad era la correcta. Pero partiendo de la teoría de la relatividad el método de interpretación es incomparablemente más satisfactorio. Según esta teoría, no existe un sistema de coordenadas "especialmente favorecido" (único) que ocasione la introducción de la idea del éter y, por lo tanto, no puede haber deriva respecto al éter ni ningún experimento con el que demostrarla. Aquí la contracción de los cuerpos en movimiento se deriva de los dos principios fundamentales de la teoría, sin la introducción de hipótesis particulares; y como factor principal involucrado en esta contracción encontramos, no el movimiento en sí mismo, al que no podemos atribuir ningún significado, sino el movimiento con respecto al cuerpo de referencia elegido en el caso particular en cuestión. Así, para un sistema de coordenadas que se mueve con la Tierra, el sistema especular de Michelson y Morley no se acorta, pero sí se acorta para un sistema de coordenadas que está en reposo con respecto al Sol.
Albert Einstein, 1916

Se discute hasta qué punto el resultado nulo del experimento de Michelson-Morley influyó en Einstein. Aludiendo a algunas declaraciones del propio Einstein, muchos historiadores sostienen que no jugó ningún papel significativo en su camino hacia la relatividad especial, mientras que otras de sus declaraciones probablemente sugieren que pudo ser influido por el ensayo. En cualquier caso, el resultado nulo del experimento de Michelson-Morley ayudó a que la noción de la constancia de la velocidad de la luz ganara una aceptación rápida y generalizada.
Posteriormente, Howard P. Robertson (1949) y otros (véase teoría de la prueba de Robertson-Mansouri-Sexl) demostraron que es posible deducir la transformación de Lorentz completamente a partir de la combinación de tres experimentos. En primer lugar, el experimento de Michelson y Morley demostró que la velocidad de la luz es independiente de la "orientación" del aparato, estableciendo la relación entre las distancias longitudinal (β) y transversal (δ). Más adelante, en 1932, Roy Kennedy y Edward Thorndike modificaron el experimento de Michelson y Morley haciendo que las longitudes de trayectoria del haz dividido fueran desiguales, con un brazo muy corto. El experimento de Kennedy y Thorndike tuvo lugar durante muchos meses mientras la Tierra se movía alrededor del Sol. Su resultado negativo mostró que la velocidad de la luz es independiente de la "velocidad" del aparato en diferentes marcos inerciales. Así mismo, estableció que además de los cambios de longitud, también deben producirse los correspondientes cambios de tiempo, es decir, estableció la relación entre las distancias longitudinales (β) y los cambios de tiempo (α). Por lo tanto, ambos experimentos no proporcionan los valores individuales de estas cantidades. Esta incertidumbre corresponde al factor indefinido {\textstyle \varphi } como se ha descrito anteriormente. Estaba claro por razones teóricas (el carácter de grupo de la transformación de Lorentz como lo requiere el principio de relatividad) que los valores individuales de la contracción de longitud y dilatación del tiempo deben asumir su forma relativista exacta. Pero aún era deseable una medición directa de una de estas cantidades para confirmar los resultados teóricos. Esto se logró mediante el experimento de Ives y Stilwell (1938), midiendo α de acuerdo con la dilatación del tiempo. La combinación de este valor para α con el resultado nulo de Kennedy y Thorndike demostró que β debe asumir el valor de contracción de longitud relativista. La combinación de β con el resultado nulo de Michelson y Morley muestra a su vez que δ debe ser cero. Por lo tanto, la transformación de Lorentz con {\textstyle \varphi =1} es una consecuencia inevitable de la combinación de estos tres experimentos.
La relatividad especial generalmente se considera la solución a todas las mediciones infructuosas de la deriva con respecto al éter (o isotropía de la velocidad de la luz), incluido el resultado nulo de Michelson y Morley. Se han realizado muchas mediciones de alta precisión como pruebas de la relatividad especial, así como numerosas búsquedas modernas de violaciones de principios de Lorentz en el ámbito de los fotones, electrones, nucleones o neutrinos, y todas ellas confirman la teoría de la relatividad.

### Alternativas incorrectas
Como se mencionó anteriormente, Michelson inicialmente creyó que su experimento confirmaría la teoría de Stokes, según la cual el éter era completamente arrastrado en las proximidades de la Tierra (véase hipótesis del arrastre del éter). Sin embargo, el arrastre total del éter contradice el fenómeno observado de la aberración de la luz de las estrellas y también fue contradicho por otros experimentos. Además, Lorentz demostró en 1886 que el intento de Stokes de explicar el error de aberración era contradictorio.
Además, la suposición de que el éter no se arrastra en las proximidades, sino solo "dentro" de la materia, era muy problemática, como lo demuestra el experimento de Hammar (1935). Hammar dirigió uno de los brazos de su interferómetro a través de un pesado tubo de metal tapado con plomo. Si el éter fuera arrastrado por la masa, se teorizó que la masa del tubo metálico sellado habría sido suficiente para provocar un efecto visible. Una vez más, no se observó ningún efecto, por lo que las teorías del arrastre del éter se consideraron refutadas.
La teoría de la emisión (o teoría balística) de Walther Ritz también fue consistente con los resultados del experimento y no requirió éter. Esta teoría postula que la luz tiene siempre la misma velocidad con respecto a la fuente. Sin embargo, de Sitter señaló que la teoría del emisor presuponía varios efectos ópticos que no se apreciaron en observaciones de estrellas binarias en las que la luz de las dos estrellas podría medirse en un espectrómetro. Si la teoría de la emisión fuera correcta, la luz de las estrellas debería experimentar un desplazamiento marginal inusual debido a que la velocidad de las estrellas se suma a la velocidad de la luz, pero tal efecto no pudo observarse. Más adelante, J. G. Fox demostró que los experimentos originales de Sitter tenían fallos debidos al fenómeno de extinción, pero en 1977 Brecher observó los rayos X procedentes de sistemas estelares binarios con resultados nulos similares. Además, Filippas y Fox (1964) realizaron pruebas en un acelerador de partículas terrestre diseñado específicamente para abordar la objeción anterior de Fox sobre la "extinción", siendo los resultados inconsistentes con la dependencia de la fuente de la velocidad de la luz.

## Experimentos posteriores

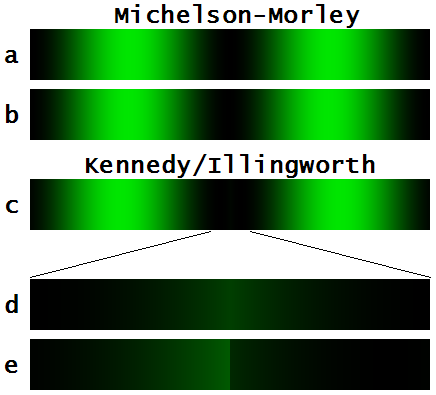
Simulación del experimento de Michelson y Morley refinado por Kennedy e Illingworth. (a) Patrón de interferencia de Michelson y Morley con luz de mercurio monocromática, con una franja oscura precisamente centrada en la pantalla. (b) Las franjas se han desplazado hacia la izquierda en 1/100 del espacio entre franjas. Es extremadamente difícil ver alguna diferencia entre esta cifra y la anterior. (c) Un pequeño escalón en un espejo hace que dos vistas de las mismas franjas estén espaciadas 1/20 del espacio de las franjas a la izquierda y a la derecha del escalón. (d) Se ha configurado un telescopio para ver solo la banda oscura central alrededor del escalón del espejo. Obsérvese el brillo simétrico alrededor de la línea central. (e) Los dos conjuntos de franjas se han desplazado hacia la izquierda en 1/100 del espaciado de las franjas. Una abrupta discontinuidad en la luminosidad es visible a lo largo del escalón.

Aunque Michelson y Morley realizaron diferentes experimentos después de su primera publicación en 1887, ambos permanecieron activos en este campo, y se realizaron otras versiones del experimento con sofisticación creciente. Morley no estaba convencido de sus propios resultados y realizó experimentos adicionales con Dayton C. Miller de 1902 a 1904. Nuevamente, el resultado fue negativo dentro de los márgenes de error acotados.
Miller trabajó en interferómetros cada vez más grandes, culminando con uno que tenía una longitud de brazos (efectiva) de 32 metros, que probó en varios sitios, incluso en la cima de una montaña, instalándolo en el Observatorio del Monte Wilson. Para evitar la posibilidad de que el viento de éter fuera bloqueado por paredes sólidas, sus observaciones en la cima de la montaña utilizaron un cobertizo especial con paredes delgadas, principalmente de lona. A partir de datos irregulares y con bastantes interferencias, extrajo constantemente una pequeña señal positiva que variaba con cada rotación del dispositivo, con el día sideral y anualmente. Sus mediciones en la década de 1920 ascendieron aproximadamente a 10 km/s en lugar de los casi 30 km/s que se esperaba solamente del movimiento orbital de la Tierra. Siguió convencido de que esto se debía al arrastre parcial o al arrastre del éter, aunque no intentó dar una explicación detallada. Ignoró las críticas que demostraban la inconsistencia de sus resultados y la refutación del experimento de Hammar. Los hallazgos de Miller se consideraron importantes en ese momento y fueron discutidos por Michelson, Lorentz y otros en una reunión celebrada en 1928. Hubo acuerdo general en que se necesitaba más experimentación para comprobar los resultados de Miller. Posteriormente, Miller construyó un dispositivo no magnético para eliminar la magnetostricción, mientras que Michelson construyó uno de invar no expandible para eliminar cualquier efecto térmico restante. Otros experimentadores de todo el mundo aumentaron la precisión, eliminaron posibles efectos secundarios o ambas cosas. Hasta ahora nadie ha podido replicar los resultados de Miller y las precisiones experimentales modernas los han descartado. Roberts (2006) ha señalado que las técnicas primitivas de reducción de datos utilizadas por Miller y otros experimentadores tempranos, incluidos Michelson y Morley, eran capaces de "crear" señales periódicas aparentes incluso cuando no existía ninguna en los datos reales. Después de volver a analizar los datos originales de Miller utilizando técnicas modernas de análisis de errores cuantitativos, Roberts descubrió que las señales aparentes de Miller eran estadísticamente insignificantes.
Utilizando una disposición óptica especial que implica un paso de onda de 1/20 en un espejo, Roy J. Kennedy (1926) y K.K. Illingworth (1927) (Fig. 8) convirtieron la tarea de detectar cambios marginales de la tarea relativamente insensible de estimar sus desplazamientos laterales a la tarea considerablemente más sensible de ajustar la intensidad de la luz en ambos lados de un límite definido para una misma luminancia. Si observaban una iluminación desigual en ambos lados del escalón, como en la Fig. 8e, agregarían o quitarían pesos calibrados del interferómetro hasta que ambos lados del escalón estuvieran nuevamente iluminados uniformemente, como en la Fig. 8d. El número de pesos agregados o eliminados proporcionó una medida del cambio marginal. Diferentes observadores podrían detectar cambios tan pequeños como 1/1500 a 1/300 de franja. Kennedy también llevó a cabo un experimento en el monte Wilson, encontrando solo alrededor de 1/10 de la deriva medida por Miller y ningún efecto estacional.
En 1930, Georg Joos realizó un experimento utilizando un interferómetro automatizado con brazos de 21 m forjados de cuarzo prensado, que tenían un coeficiente de expansión térmica muy bajo, que tomó fotografías continuas de las franjas a través de decenas de revoluciones del aparato. En las placas fotográficas se podían medir desplazamientos de 1/1000 de franja. No se encontraron desplazamientos marginales periódicos, lo que fijó un límite superior al viento de éter de 1.5 km/s.
En la siguiente tabla, los valores esperados están relacionados con la velocidad relativa entre la Tierra y el Sol de 30 km/s. Con respecto a la velocidad del sistema solar alrededor del centro galáctico de aproximadamente 220 km/s, o la velocidad del sistema solar en relación con la radiación de fondo de microondas de aproximadamente 370 km/s, los resultados nulos de esos experimentos son aún más obvios.
| Nombre                  | Localización                                 | Año       | Longitud de brazo (metros) | Cambio marginal esperado | Cambio marginal medido | Relación | Límite superior de V(éter) | Resolución experimental | Resultado nulo              |
| ----------------------- | -------------------------------------------- | --------- | -------------------------- | ------------------------ | ---------------------- | -------- | -------------------------- | ----------------------- | --------------------------- |
| Michelson               | Potsdam                                      | 1881      | 1.2                        | 0.04                     | ≤ 0.02                 | 2        | ~ 20 km/s                  | 0.02                    | {\displaystyle \approx } sí |
| Michelson y Morley      | Cleveland                                    | 1887      | 11.0                       | 0.4                      | < 0.02 or ≤ 0.01       | 40       | ~ 4-8 km/s                 | 0.01                    | {\displaystyle \approx } sí |
| Morley y Miller         | Cleveland                                    | 1902-1904 | 32.2                       | 1.13                     | ≤ 0.015                | 80       | ~ 3.5 km/s                 | 0.015                   | sí                          |
| Miller                  | Monte Wilson                                 | 1921      | 32.0                       | 1.12                     | ≤ 0.08                 | 15       | ~ 8-10 km/s                | sin aclarar             | no concluyente              |
| Miller                  | Cleveland                                    | 1923-1924 | 32.0                       | 1.12                     | ≤ 0.03                 | 40       | ~ 5 km/s                   | 0.03                    | sí                          |
| Miller (luz solar)      | Cleveland                                    | 1924      | 32.0                       | 1.12                     | ≤ 0.014                | 80       | ~ 3 km/s                   | 0.014                   | sí                          |
| Tomaschek (luz estelar) | Heidelberg                                   | 1924      | 8.6                        | 0.3                      | ≤ 0.02                 | 15       | ~ 7 km/s                   | 0.02                    | sí                          |
| Miller                  | Monte Wilson                                 | 1925-1926 | 32.0                       | 1.12                     | ≤ 0.088                | 13       | ~ 8-10 km/s                | sin aclarar             | no concluyente              |
| Kennedy                 | Pasadena/Monte Wilson                        | 1926      | 2.0                        | 0.07                     | ≤ 0.002                | 35       | ~ 5 km/s                   | 0.002                   | sí                          |
| Illingworth             | Pasadena                                     | 1927      | 2.0                        | 0.07                     | ≤ 0.0004               | 175      | ~ 2 km/s                   | 0.0004                  | sí                          |
| Piccard & Stahel        | Con un globo aerostático                     | 1926      | 2.8                        | 0.13                     | ≤ 0.006                | 20       | ~ 7 km/s                   | 0.006                   | sí                          |
| Piccard & Stahel        | Región de Bruselas-Capital                   | 1927      | 2.8                        | 0.13                     | ≤ 0.0002               | 185      | ~ 2.5 km/s                 | 0.0007                  | sí                          |
| Piccard & Stahel        | Rigi                                         | 1927      | 2.8                        | 0.13                     | ≤ 0.0003               | 185      | ~ 2.5 km/s                 | 0.0007                  | sí                          |
| Michelson et al.        | Pasadena (Tienda de óptica del monte Wilson) | 1929      | 25.9                       | 0.9                      | ≤ 0.01                 | 90       | ~ 3 km/s                   | 0.01                    | sí                          |
| Joos                    | Jena                                         | 1930      | 21.0                       | 0.75                     | ≤ 0.002                | 375      | ~ 1.5 km/s                 | 0.002                   | sí                          |

## Experimentos recientes

### Pruebas ópticas
Las pruebas ópticas de la isotropía de la velocidad de la luz se convirtieron en algo común. Las nuevas tecnologías, incluido el uso del láser y del máser, han mejorado significativamente la precisión de las mediciones. En la siguiente tabla, solo los de Essen (1955), Jaseja (1964) y Shamir/Fox (1969) son experimentos del tipo del de Michelson y Morley, "es decir", que comparan dos haces perpendiculares. Los otros experimentos ópticos emplearon métodos diferentes.

Experimento de Michelson-Morley con una cavidad óptica criogénica, con una configuración similar a la utilizada por Müller et al. (2003).

| Autor                               | Año     | Descripción | Límites superiores |
| ----------------------------------- | ------- | --- | ------------------ |
| Louis Essen                         | 1955    | Se comparó la frecuencia de un resonador de cavidad de microondas giratorio con la de un reloj de cuarzo | ~3 km/s            |
| Cedarholm et al.                    | 1958    | Dos máseres de amoníaco estaban montados sobre una mesa giratoria, y sus rayos se dirigían en direcciones opuestas | ~30 m/s            |
| Experimentos con rotor de Mössbauer | 1960-68 | En una serie de experimentos realizados por diferentes investigadores, se observaron las frecuencias de los rayos gamma utilizando el efecto Mößbauer | ~2.0 cm/s          |
| Jaseja et al.                       | 1964    | Se compararon las frecuencias de dos máseres de He-Ne, montados sobre una mesa giratoria. A diferencia de Cedarholm et al., los máseres se colocaron perpendiculares entre sí | ~30 m/s            |
| Shamir y Fox                        | 1969    | Ambos brazos del interferómetro estaban contenidos en un sólido transparente (de plexiglás). La fuente de luz era un láser de helio-neón. | ~7 km/s            |
| Trimmer et al.                      | 1973    | Buscaron anisotropías de la velocidad de la luz comportándose como el primer y el tercero de los polinomios de Legendre. Usaron un interferómetro triangular, con una parte del camino de vidrio. Por el contrario, los experimentos del tipo del de Michelson y Morley comprueban el segundo polinomio de Legendre | ~2.5 cm/s          |

### Experimentos recientes con resonadores ópticos
A principios del siglo XXI, ha resurgido el interés por realizar experimentos precisos del tipo del de Michelson y Morley utilizando láseres, máseres o cavidades ópticas criogénicas. Esto se debe en gran parte a predicciones de la gravedad cuántica que sugieren que se puede violar la relatividad especial a escalas accesibles al estudio experimental. El primero de estos experimentos de alta precisión fue realizado por Brillet y Hall (1979), en el que analizaron una frecuencia láser estabilizada en una resonancia de una cavidad óptica giratoria de Fabry-Pérot. Establecieron un límite a la anisotropía de la velocidad de la luz resultante de los movimientos de la Tierra de Δc/c ≈ 10−15, donde Δc es la diferencia entre la velocidad de luz en las direcciones x e y.
A partir de 2015, los experimentos con resonadores ópticos y de microondas han mejorado este límite a Δc/c ≈ 10−18. En algunos de ellos, los dispositivos giraban o permanecían estacionarios, y en otros se combinaban con el experimento de Kennedy y Thorndike. En particular, la dirección y velocidad de la Tierra (unos 368 km/s) en relación con la radiación de fondo de microondas se utilizan normalmente como referencia en estas búsquedas de anisotropías.
| Autor           | Año  | Descripción | Δc/c                              |
| --------------- | ---- | --- | --------------------------------- |
| Wolf et al.     | 2003 | La frecuencia de un oscilador de microondas criogénico estacionario, que consiste en un cristal de zafiro que opera en modo de galería, se compara con un máser de hidrógeno cuya frecuencia se comparó con relojes atómicos de cesio y rubidio. Se han buscado cambios durante la rotación de la Tierra. Se analizaron datos entre 2001 y 2002.                                 | {\displaystyle \lesssim 10^{-15}} |
| Müller et al.   | 2003 | Dos resonadores ópticos construidos con cristal de zafiro, que controlan las frecuencias de dos láseres Nd-YAG, están colocados en ángulo recto dentro de un criostato de helio. Un comparador de frecuencia mide la frecuencia de pulsado de las salidas combinadas de los dos resonadores                                                                                      | {\displaystyle \lesssim 10^{-15}} |
| Wolf et al.     | 2004 | Véase Wolf et al. (2003).Se instaló un control activo de temperatura, y se analizaron los datos registrados entre 2002 y 2003 | {\displaystyle \lesssim 10^{-15}} |
| Wolf et al.     | 2004 | Véase Wolf et al. (2003). Se analizaron los datos registrados entre 2002 y 2003 | {\displaystyle \lesssim 10^{-15}} |
| Antonini et al. | 2005 | Similar al experimento de Müller et al. (2003), aunque el aparato en sí estaba puesto en rotación. Se analizaron datos entre 2002 y 2004 | {\displaystyle \lesssim 10^{-16}} |
| Stanwix et al.  | 2005 | Similar al experimento de Wolf et al. (2003). Se comparó la frecuencia de dos osciladores criogénicos. Además, el aparato se puso en rotación. Se analizaron datos entre 2004 y 2005 | {\displaystyle \lesssim 10^{-16}} |
| Herrmann et al. | 2005 | Similar al experimento de Müller et al. (2003). Se comparan las frecuencias de dos cavidades ópticas (resonadores Fabry-Pérot): una cavidad giraba continuamente, mientras que la otra estaba estacionaria orientada de norte a sur. Se analizaron datos entre 2004 y 2005 | {\displaystyle \lesssim 10^{-16}} |
| Stanwix et al.  | 2006 | Véase Stanwix et al. (2005). Se analizaron datos entre 2004 y 2006 | {\displaystyle \lesssim 10^{-16}} |
| Müller et al.   | 2007 | Véase Herrmann et al. (2005) y Stanwix et al. (2006). Los datos de ambos grupos recopilados entre 2004 y 2006 se combinaron y analizaron más a fondo. Dado que los experimentos estaban ubicados en diferentes continentes, en Berlín y Perth respectivamente, se podrían estudiar los efectos tanto de la rotación de los propios dispositivos como de la rotación de la Tierra | {\displaystyle \lesssim 10^{-16}} |
| Eisele et al.   | 2009 | Se compararon las frecuencias de un par de cavidades ópticas de onda estacionaria orientadas ortogonalmente. Las cavidades fueron examinadas por un láser Nd-YAG. Se analizaron datos tomados entre 2007 y 2008 | {\displaystyle \lesssim 10^{-17}} |
| Herrmann et al. | 2009 | Se comparan las frecuencias de un par de resonadores Fabry-Pérot ópticos ortogonales giratorios. Las frecuencias de dos láseres Nd-YAG se estabilizaron a las resonancias de estos resonadores | {\displaystyle \lesssim 10^{-17}} |
| Nagel et al.    | 2015 | Se comparan las frecuencias de un par de resonadores de microondas ortogonales giratorios |                                   |

### Otras pruebas de la invariancia de Lorentz

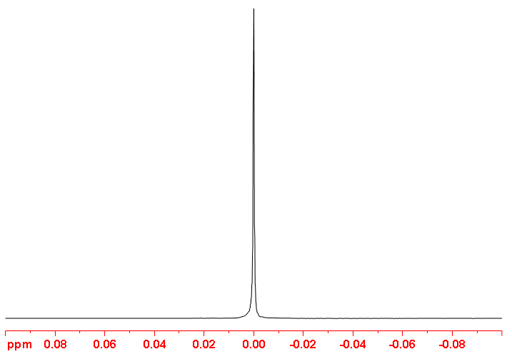
Espectro por resonancia magnética nuclear del isótopo ^{7}Li contenido en cloruro de litio (1M) disuelto en D_{2}O. La línea nítida y no dividida del espectro de este isótopo del litio es una evidencia de la isotropía de la masa y el espacio

Ejemplos de otros experimentos que no se basan en el principio de Michelson y Morley, es decir, pruebas de isotropía no óptica que logran un nivel de precisión aún mayor, son los ensayos de comparación de relojes o experimentos de Hughes-Drever. En el experimento de Drever de 1961, los núcleos de 7Li en su estado fundamental, que tienen un momento angular total J=3/2, se dividieron en cuatro niveles igualmente espaciados mediante un campo magnético. Cada transición entre un par de niveles adyacentes debería emitir un fotón de igual frecuencia, lo que daría como resultado una línea espectral única y nítida. Sin embargo, dado que las funciones de onda nuclear para diferentes MJ tienen diferentes orientaciones en el espacio en relación con el campo magnético, cualquier dependencia de la orientación, ya sea de un viento de éter o de una dependencia de la distribución de masa a gran escala en el espacio (véase el artículo dedicado al principio de Mach), perturbaría los espacios de energía entre los cuatro niveles, dando como resultado un ensanchamiento o división anómala de la línea. No se observó tal ampliación. Las repeticiones modernas de este tipo de experimentos han proporcionado algunas de las confirmaciones más precisas del principio de la invarianza de Lorentz.

### Experimentos
1. ↑  «Albert A. Michelson - Facts». www.nobelprize.org (en inglés). Consultado el 15 de mayo de 2017.
2. 1 2 3 4 5  Michelson, Albert A.; Morley, Edward W. (1887). «On the Relative Motion of the Earth and the Luminiferous Ether». American Journal of Science 34 (203): 333-345. Bibcode:1887AmJS...34..333M. S2CID 124333204. doi:10.2475/ajs.s3-34.203.333.
3. 1 2  Eisele, Ch.; Nevsky, A. Yu.; Schillerv, S. (2009). «Laboratory Test of the Isotropy of Light Propagation at the 10−17 level». Physical Review Letters 103 (9): 090401. Bibcode:2009PhRvL.103i0401E. PMID 19792767. S2CID 33875626. doi:10.1103/PhysRevLett.103.090401. Archivado desde el original el 9 de octubre de 2022.
4. 1 2  Herrmann, S.; Senger, A.; Möhle, K.; Nagel, M.; Kovalchuk, E. V.; Peters, A. (2009). «Rotating optical cavity experiment testing Lorentz invariance at the 10−17 level». Physical Review D 80 (100): 105011. Bibcode:2009PhRvD..80j5011H. S2CID 118346408. arXiv:1002.1284. doi:10.1103/PhysRevD.80.105011.
5. 1 2 3  Michelson, Albert A. (1881). «The Relative Motion of the Earth and the Luminiferous Ether». American Journal of Science 22 (128): 120-129. Bibcode:1881AmJS...22..120M. S2CID 130423116. doi:10.2475/ajs.s3-22.128.120.
6. ↑  Michelson, Albert A.; Morley, Edward W. (1886). «Influence of Motion of the Medium on the Velocity of Light». Am. J. Sci. 31 (185): 377-386. Bibcode:1886AmJS...31..377M. S2CID 131116577. doi:10.2475/ajs.s3-31.185.377.
7. 1 2  Michelson, Albert A.; Morley, Edward W. (1887). «On a method of making the wave-length of sodium light the actual and practical standard of length». American Journal of Science 34 (204): 427-430. Bibcode:1887AmJS...34..427M. S2CID 130588977. doi:10.2475/ajs.s3-34.204.427. Archivado desde el original el 11 de junio de 2017. Consultado el 2 de enero de 2015.
8. 1 2  Michelson, Albert A.; Morley, Edward W. (1889). «On the feasibility of establishing a light-wave as the ultimate standard of length». American Journal of Science 38 (225): 181-6. S2CID 130479074. doi:10.2475/ajs.s3-38.225.181. Archivado desde el original el 17 de noviembre de 2017. Consultado el 2 de enero de 2015.
9. 1 2  «The Mechanical Universe, Episode 41». YouTube. Archivado desde el original el 13 de octubre de 2023. Consultado el 28 de abril de 2024.
10. 1 2  Serway, Raymond; Jewett, John (2007). Physics for Scientists and Engineers, Volume 2 (7th illustrated edición). Cengage Learning. p. 1117. ISBN 978-0-495-11244-0. Extract of page 1117
11. ↑  Kennedy, R. J.; Thorndike, E. M. (1932). «Experimental Establishment of the Relativity of Time». Phys. Rev. 42 (3): 400-408. Bibcode:1932PhRv...42..400K. doi:10.1103/PhysRev.42.400.
12. ↑  Fox, J. G. (1965), «Evidence Against Emission Theories», American Journal of Physics 33 (1): 1-17, Bibcode:1965AmJPh..33....1F, doi:10.1119/1.1971219..
13. ↑  Brecher, K. (1977). «Is the speed of light independent of the velocity of the source». Physical Review Letters 39 (17): 1051-1054. Bibcode:1977PhRvL..39.1051B. doi:10.1103/PhysRevLett.39.1051.
14. ↑  Filippas, T.A.; Fox, J.G. (1964). «Velocity of Gamma Rays from a Moving Source». Physical Review 135 (4B): B1071-1075. Bibcode:1964PhRv..135.1071F. doi:10.1103/PhysRev.135.B1071.
15. 1 2  Morley, Edward W.; Miller, Dayton C. (1904). «Extract from a Letter dated Cleveland, Ohio, August 5th, 1904, to Lord Kelvin from Profs. Edward W. Morley and Dayton C. Miller». Philosophical Magazine. 6 8 (48): 753-754. doi:10.1080/14786440409463248.
16. 1 2  Morley, Edward W.; Miller, Dayton C. (1905). «Report of an experiment to detect the Fitzgerald-Lorentz Effect». Proceedings of the American Academy of Arts and Sciences XLI (12): 321-8. JSTOR 20022071. doi:10.2307/20022071.
17. 1 2  Kennedy, Roy J. (1926). «A Refinement of the Michelson-Morley Experiment». Proceedings of the National Academy of Sciences 12 (11): 621-629. Bibcode:1926PNAS...12..621K. PMC 1084733. PMID 16577025. doi:10.1073/pnas.12.11.621.
18. 1 2  Illingworth, K. K. (1927). «A Repetition of the Michelson-Morley Experiment Using Kennedy's Refinement». Physical Review 30 (5): 692-696. Bibcode:1927PhRv...30..692I. doi:10.1103/PhysRev.30.692. Archivado desde el original el 9 de octubre de 2022.
19. 1 2  Joos, G. (1930). «Die Jenaer Wiederholung des Michelsonversuchs». Annalen der Physik 399 (4): 385-407. Bibcode:1930AnP...399..385J. doi:10.1002/andp.19303990402.
20. 1 2 3 4  Miller, Dayton C. (1925). «Ether-Drift Experiments at Mount Wilson». Proceedings of the National Academy of Sciences 11 (6): 306-314. Bibcode:1925PNAS...11..306M. PMC 1085994. PMID 16587007. doi:10.1073/pnas.11.6.306.
21. ↑  Tomaschek, R. (1924). «Über das Verhalten des Lichtes außerirdischer Lichtquellen». Annalen der Physik 378 (1): 105-126. Bibcode:1924AnP...378..105T. doi:10.1002/andp.19243780107.
22. ↑  Piccard, A.; Stahel, E. (1926). «L'expérience de Michelson, réalisée en ballon libre». Comptes Rendus 183 (7): 420-421.
23. ↑  Piccard, A.; Stahel, E. (1927). «Nouveaux résultats obtenus par l'expérience de Michelson». Comptes Rendus 184: 152.
24. ↑  Piccard, A.; Stahel, E. (1927). «L'absence du vent d'éther au Rigi». Comptes Rendus 184: 1198-1200.
25. ↑  Michelson, A. A.; Pease, F. G.; Pearson, F. (1929). «Results of repetition of the Michelson-Morley experiment». Journal of the Optical Society of America 18 (3): 181. Bibcode:1929JOSA...18..181M. doi:10.1364/josa.18.000181.
26. ↑  Essen, L. (1955). «A New Æther-Drift Experiment». Nature 175 (4462): 793-794. Bibcode:1955Natur.175..793E. S2CID 4188883. doi:10.1038/175793a0.
27. ↑  Cedarholm, J. P.; Bland, G. F.; Havens, B. L.; Townes, C. H. (1958). «New Experimental Test of Special Relativity». Physical Review Letters 1 (9): 342-343. Bibcode:1958PhRvL...1..342C. S2CID 26444427. doi:10.1103/PhysRevLett.1.342.
28. ↑  Cedarholm, J. P.; Townes, C. H. (1959). «New Experimental Test of Special Relativity». Nature 184 (4696): 1350-1351. Bibcode:1959Natur.184.1350C. S2CID 26444427. doi:10.1038/1841350a0.
29. ↑  Jaseja, T. S.; Javan, A.; Murray, J.; Townes, C. H. (1964). «Test of Special Relativity or of the Isotropy of Space by Use of Infrared Masers». Phys. Rev. 133 (5a): 1221-1225. Bibcode:1964PhRv..133.1221J. doi:10.1103/PhysRev.133.A1221.
30. ↑  Shamir, J.; Fox, R. (1969). «A new experimental test of special relativity». Il Nuovo Cimento B 62 (2): 258-264. Bibcode:1969NCimB..62..258S. S2CID 119046454. doi:10.1007/BF02710136.
31. ↑  Trimmer, William S.; Baierlein, Ralph F.; Faller, James E.; Hill, Henry A. (1973). «Experimental Search for Anisotropy in the Speed of Light». Physical Review D 8 (10): 3321-3326. Bibcode:1973PhRvD...8.3321T. doi:10.1103/PhysRevD.8.3321.
32. ↑  Trimmer, William S.; Baierlein, Ralph F.; Faller, James E.; Hill, Henry A. (1974). «Erratum: Experimental search for anisotropy in the speed of light». Physical Review D 9 (8): 2489. Bibcode:1974PhRvD...9R2489T. doi:10.1103/PhysRevD.9.2489.2.
33. 1 2  Müller, H.; Herrmann, S.; Braxmaier, C.; Schiller, S.; Peters, A. (2003). «Modern Michelson-Morley experiment using cryogenic optical resonators». Phys. Rev. Lett. 91 (2): 020401. Bibcode:2003PhRvL..91b0401M. PMID 12906465. S2CID 15770750. arXiv:physics/0305117. doi:10.1103/PhysRevLett.91.020401.
34. ↑  Brillet, A.; Hall, J. L. (1979). «Improved laser test of the isotropy of space». Phys. Rev. Lett. 42 (9): 549-552. Bibcode:1979PhRvL..42..549B. doi:10.1103/PhysRevLett.42.549.
35. ↑  Wolf (2003). «Tests of Lorentz Invariance using a Microwave Resonator». Physical Review Letters 90 (6): 060402. Bibcode:2003PhRvL..90f0402W. PMID 12633279. S2CID 18267310. arXiv:gr-qc/0210049. doi:10.1103/PhysRevLett.90.060402. hdl:2440/101285. Archivado desde el original el 9 de octubre de 2022.
36. ↑  Wolf, P.; Tobar, M. E.; Bize, S.; Clairon, A.; Luiten, A. N.; Santarelli, G. (2004). «Whispering Gallery Resonators and Tests of Lorentz Invariance». General Relativity and Gravitation 36 (10): 2351-2372. Bibcode:2004GReGr..36.2351W. S2CID 8799879. arXiv:gr-qc/0401017. doi:10.1023/B:GERG.0000046188.87741.51.
37. ↑  Wolf, P.; Bize, S.; Clairon, A.; Santarelli, G.; Tobar, M. E.; Luiten, A. N. (2004). «Improved test of Lorentz invariance in electrodynamics». Physical Review D 70 (5): 051902. Bibcode:2004PhRvD..70e1902W. S2CID 19178203. arXiv:hep-ph/0407232. doi:10.1103/PhysRevD.70.051902. hdl:2440/101283. Archivado desde el original el 9 de octubre de 2022.
38. ↑  Antonini, P.; Okhapkin, M.; Göklü, E.; Schiller, S. (2005). «Test of constancy of speed of light with rotating cryogenic optical resonators». Physical Review A 71 (5): 050101. Bibcode:2005PhRvA..71e0101A. S2CID 119508308. arXiv:gr-qc/0504109. doi:10.1103/PhysRevA.71.050101.
39. ↑  Stanwix, P. L.; Tobar, M. E.; Wolf, P.; Susli, M.; Locke, C. R.; Ivanov, E. N.; Winterflood, J.; Kann, van F. (2005). «Test of Lorentz Invariance in Electrodynamics Using Rotating Cryogenic Sapphire Microwave Oscillators». Physical Review Letters 95 (4): 040404. Bibcode:2005PhRvL..95d0404S. PMID 16090785. S2CID 14255475. arXiv:hep-ph/0506074. doi:10.1103/PhysRevLett.95.040404.
40. ↑  Herrmann, S.; Senger, A.; Kovalchuk, E.; Müller, H.; Peters, A. (2005). «Test of the Isotropy of the Speed of Light Using a Continuously Rotating Optical Resonator». Phys. Rev. Lett. 95 (15): 150401. Bibcode:2005PhRvL..95o0401H. PMID 16241700. S2CID 15113821. arXiv:physics/0508097. doi:10.1103/PhysRevLett.95.150401.
41. ↑  Stanwix, P. L.; Tobar, M. E.; Wolf, P.; Locke, C. R.; Ivanov, E. N. (2006). «Improved test of Lorentz invariance in electrodynamics using rotating cryogenic sapphire oscillators». Physical Review D 74 (8): 081101. Bibcode:2006PhRvD..74h1101S. S2CID 3222284. arXiv:gr-qc/0609072. doi:10.1103/PhysRevD.74.081101.
42. ↑  Müller, H.; Stanwix, Paul L.; Tobar, M. E.; Ivanov, E.; Wolf, P.; Herrmann, S.; Senger, A.; Kovalchuk, E. et al. (2007). «Relativity tests by complementary rotating Michelson-Morley experiments». Phys. Rev. Lett. 99 (5): 050401. Bibcode:2007PhRvL..99e0401M. PMID 17930733. S2CID 33003084. arXiv:0706.2031. doi:10.1103/PhysRevLett.99.050401.
43. ↑  Nagel, M.; Parker, S.; Kovalchuk, E.; Stanwix, P.; Hartnett, J. V.; Ivanov, E.; Peters, A.; Tobar, M. (2015). «Direct terrestrial test of Lorentz symmetry in electrodynamics to 10−18». Nature Communications 6: 8174. Bibcode:2015NatCo...6.8174N. PMC 4569797. PMID 26323989. arXiv:1412.6954. doi:10.1038/ncomms9174.